# Dirwa
Dirwa – miejscowość w Egipcie, w muhafazie Al-Minja. W 2006 roku liczyła 20 032 mieszkańców.